# Шекоян Серіка Яківна
Серіка Яківна Шекоян (ім'я при народженні Шекоян Серіка Акопівна; нар. 27 жовтня 1924 — пом. 13 червня 2015, Тбілісі, Грузія) — радянська і грузинська актриса, артистка Тбіліського державного вірменського драматичного театру імені П. Адамяна (з 1946 року), заслужена артистка Вірменської РСР (1962), Народна артистка Грузинської РСР (1982).

## Біографія
У 1946 році закінчила державний інститут імені О. С. Пушкіна.
З 1946 року виступала на сцені Тбіліського державного вірменського драматичного театру імені П. Адамяна.
Чоловік — актор, народний артист Грузинської РСР Артем Лусінян.

## Театральні ролі
- Е. де Філіппо «Шлюб по-італійськи» — Філумена
- М. Мревлішвілі «Мучеництво Шушанік» — Цариця Шушанік
- М. Гоголь «Ревізор» — Ганна Андріївна
- А. Цагарелі «Старі водевілі» — Сона
- А. Калантарян «Продажу не підлягає» — Єва
- А. Цагарелі «Скандал на Авлабарі» — Ханума
- А. Баяндурян «Осінній захід» — Бавакан
- Есхіл «Орестея» — Клітемнестра
- Д. Демерчян «Хоробрий Назар» — Устиан
- А. Паронян «Східний дантист» — Марта
- А. Володін «Мати Ісуса» — Мати

## Нагороди та звання
- Заслужена артистка Вірменської РСР
- Народна артистка Грузинської РСР (1982)
- Орденом Честі (1998)